# Reichsadler

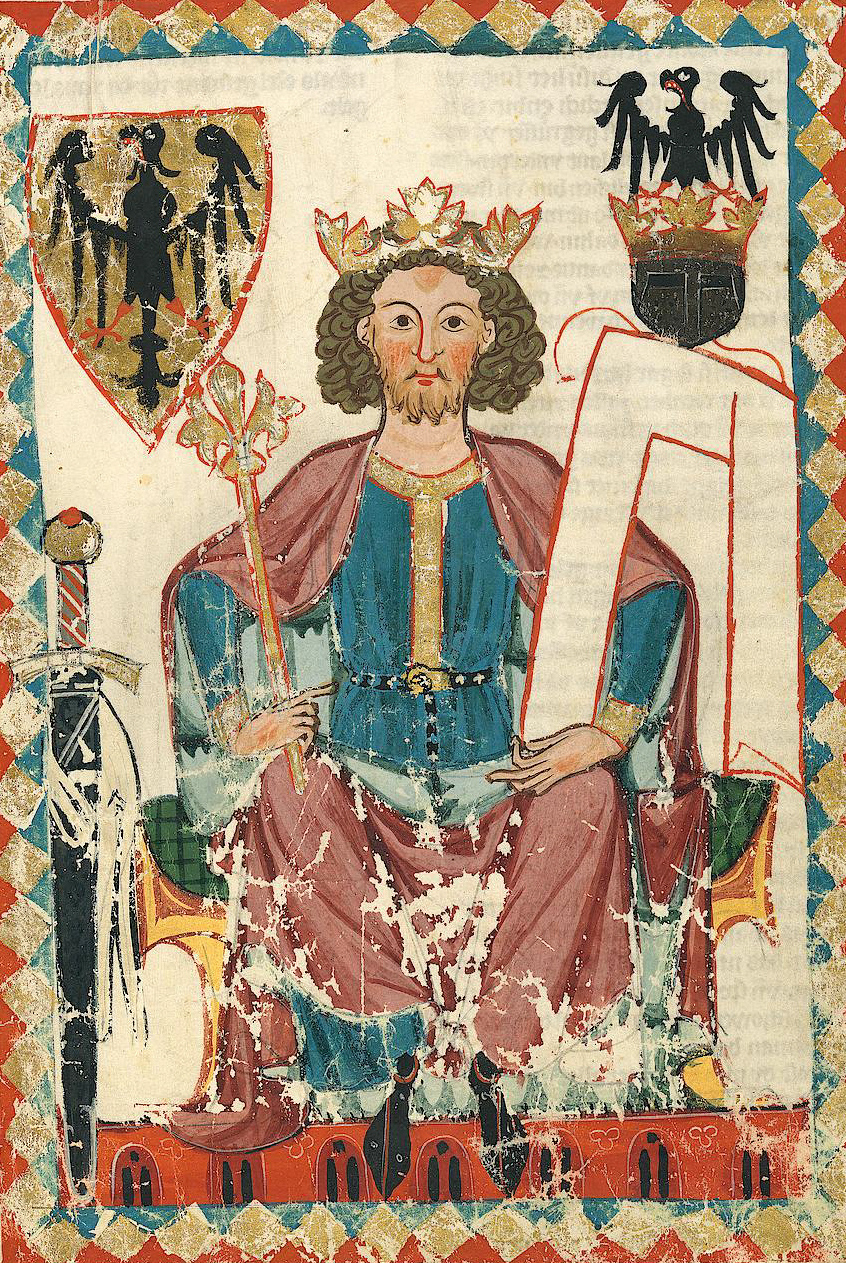
Emperador Enrique VI (Hadlaub, Codex Manesse, alrededor de 1300), águila de cabeza única original.

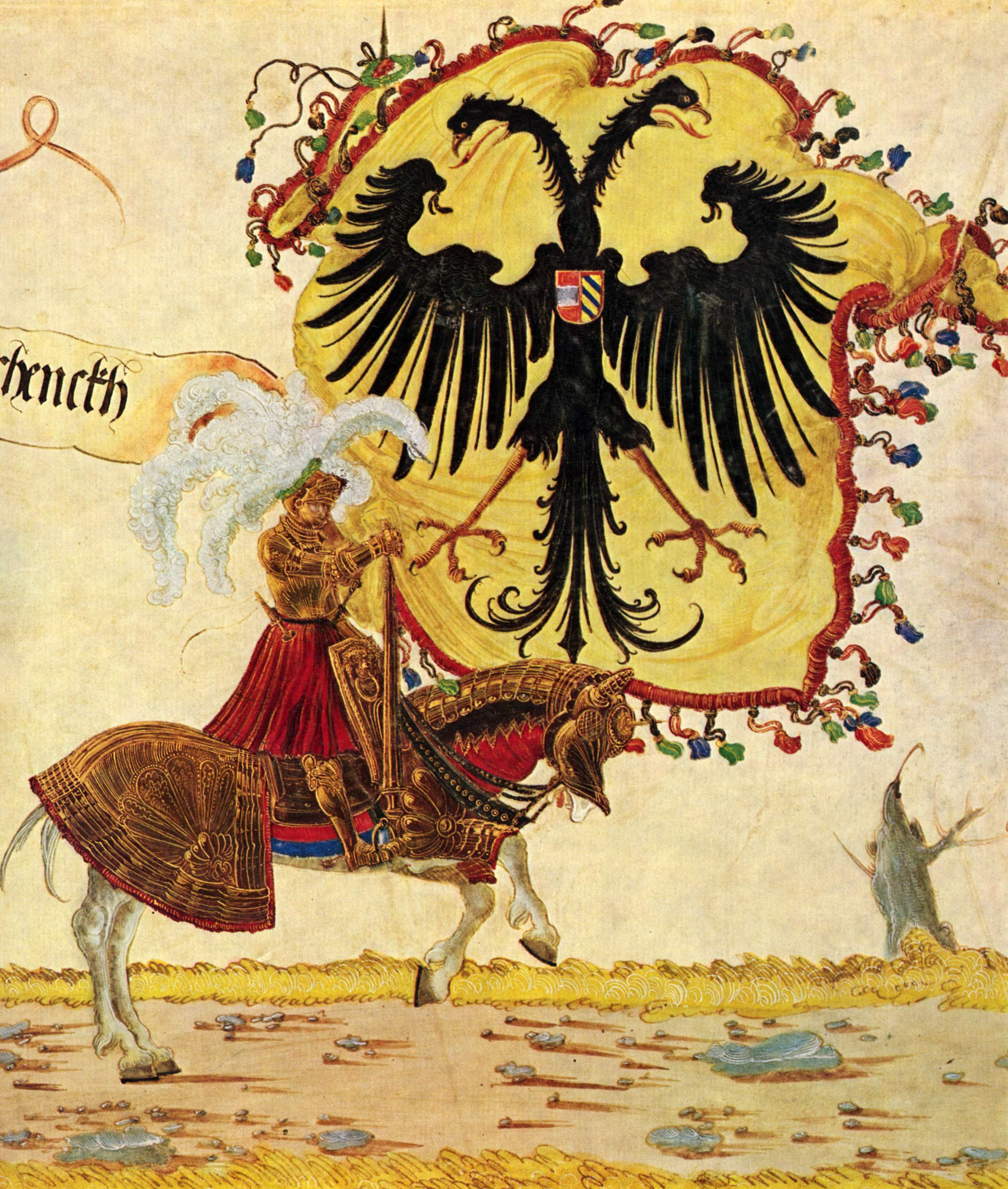
Emperador Maximiliano con la Bandera Imperial (Albrecht Altdorfer, ca. 1515), águila bicéfala con halos.

La Reichsadler (en español “águila imperial”) es una águila heráldica derivada del estandarte del águila romana, usada por los Emperadores del Sacro Imperio Romano y en los modernos escudos de armas de Alemania, incluyendo los de la Confederación Germánica, el Segundo Imperio alemán, la República de Weimar y el Tercer Reich.
Con anterioridad al Imperio alemán esta águila era bicéfala. Durante el Tercer Reich, el águila alemana fue combinada con una cruz esvástica de estilo nacionalsocialista. Antes de que se utilizara como símbolo para la Alemania nazi, el águila era usada por la República de Weimar como insignia nacional. Hoy día, la Reichsadler sigue formando parte del escudo de Alemania, renombrada como Bundesadler (Águila federal).

## Historia

### Sacro Imperio Romano Germánico
El Reichsadler se remonta a la bandera del Sacro Imperio Romano, cuando el águila era la insignia del poder imperial a diferencia de los Estados imperiales. Se suponía que encarnaba la referencia a la tradición romana (translatio imperii), similar al águila bicéfala utilizada por los Emperadores Paleólogos del Imperio bizantino o los zares de Rusia (ver escudo de armas de Rusia).
Los emperadores ottonianos y salianos se representaban con el "cetro de águila" romano, y Federico II representaba el águila imperial en sus monedas. Sin embargo, antes de mediados del siglo XIII, el águila era un símbolo imperial por derecho propio, que todavía no se usaba como carga heráldica representada como parte de un escudo de armas.
Una representación temprana de un águila bicéfala en un escudo heráldico, atribuido a Federico II de Hohenstaufen, se encuentra en el Chronica Majora de Mateo de París (ca. 1250). El Armorial (ca. 1280) también muestra al águila bicéfala como el escudo de armas del Rey de Alemania.
El águila también aparece en los sellos de ciudades imperiales: la de  Kaiserswerth en el siglo XIII, además de Lübeck (siglo XIV), Besanzón[cita requerida], Cheb[cita requerida], y otros.
El uso del águila imperial como parte del escudo de armas imperial de un emperador gobernante data del final del interregnum. Segismundo de Luxemburgo usó un águila negra de doble cabeza después de ser coronado Emperador en 1433. Desde este momento, el Reichsadler de una sola cabeza representó el título de Rey de los romanos, y el de doble cabeza el título de Emperador. Durante el siglo siguiente, Alberto II de Alemania fue el último "Rey electo de Alemania" que no pasó a ser coronado emperador. Después de la Reforma alemana, comenzando con Fernando I (1558), los emperadores ya no fueron coronados por el Papa.
La Orden Teutónica bajo Hermann von Salza tuvo el privilegio de mostrar el águila imperial en su escudo de armas, otorgado por el emperador Federico II.[cita requerida] El águila negra fue adoptada más tarde cuando el Estado Teutónico se transformó en Ducado de Prusia en 1525[cita requerida], y se utilizó una versión modificada en el escudo de armas de Prusia Real (1466-1772).

### Fin del Sacro Imperio Romano Germánico
En 1804, el Sacro Emperador Romano Francisco II estableció el Imperio austríaco de las tierras de la Monarquía de los Habsburgo, y adoptó el águila bicéfala, engrandecida por un inescutcheon emblema de la Casa de Habsburgo-Lorena y la Orden del Toisón de Oro, como su escudo de armas; El Sacro Imperio Romano se disolvió posteriormente en 1806. Desde 1919 el escudo de Austria ha representado un águila de una sola cabeza. Aunque no es un símbolo nacional en el sentido moderno, el Reichsadler evocó sentimientos de lealtad al imperio.

### Confederación Germánica, República de Weimar e Imperio alemán
Tras las revoluciones de 1848 en los estados alemanes, el Reichsadler fue restaurado como un símbolo de la unidad nacional: se convirtió en el escudo de armas de los efímeros Imperio alemán (1848-1849) y posteriormente la Confederación alemana desde su restauración en 1850 hasta su disolución en 1866. Una vez más fue restaurada en 1871 cuando un águila de una sola cabeza con un Prusiano inescutcheon se convirtió en la insignia del Imperio alemán; la única cabeza se usó para representar el llamado Kleindeutschland, es decir, excluyó Austria. Después de Primera Guerra Mundial, la República de Weimar bajo la presidencia Friedrich Ebert asumió una versión simple del Reichsadler, que permaneció en uso hasta 1935.

### Tercer Reich
Durante el gobierno nacionalsocialista, un águila estilizada combinada con la hakenkreuz se convirtió en el emblema nacional (Hoheitszeichen) por orden de Adolf Hitler en 1935. A pesar de su origen medieval, el término "Reichsadler" en la comprensión común del inglés se asocia principalmente con esta versión específica de la era nacionalsocialista. El Partido Nacionalsocialista había usado un símbolo muy similar para sí mismo, llamado Parteiadler ("Águila del partido"). Estas dos insignias se pueden distinguir cuando el Reichsadler mira hacia su hombro derecho mientras que el Parteiadler mira hacia su hombro izquierdo.

### Posguerra
Después de Segunda Guerra Mundial, la República Federal de Alemania volvió a implementar el águila utilizada por la República de Weimar mediante la promulgación del Presidente Theodor Heuss en 1950.

## Galería

### Sacro Imperio Romano Germánico

Reichsadler ca. 1300-1433.
Reichsadler 1433-1804.
Reichsadler y escudo 1433-1806.

### Confederación Germánica

Reichsadler y escudo 1815-1866

### Imperio alemán

Reichsadler y escudo "Grande" 1871-1918.
Reichsadler y escudo "Pequeño" 1888-1918.

### República de Weimar

Reichsadler y escudo 1919-1927.
Reichsadler y escudo 1928-1935.

### Tercer Reich

Variante del Parteiadler 1933-1945.
Parteiadler 1933-1945.
Polizeiadler.

### Otros

Reichsadler del corto Imperio alemán 1848-1849.
Escudo de armas del Imperio austríaco 1804-1867; también utilizado como las armas menores de Austria-Hungría 1867-1915.
Escudo de armas austríaco utilizado durante el Estado corporativo austrofascista 1934–1938.

### Actualidad

Bundesadler de la República Federal Alemana y la actual Alemania 1949-actualidad.
Bundesadler de la República de Austria desde 1945; el mismo diseño, con la hoz y el martillo y las cadenas rotas que simbolizan el fin del nazismo, se utilizó entre 1919 y 1934 y actualmente.